# Jin Long
Jin Long (24 oktober 1983) is een Chinees voormalig professioneel wielrenner. Hij reed vijf seizoenen voor Skil-Shimano. Jin Long was in 2009 de eerste Chinees ooit die deelnam aan de klassieker Parijs-Roubaix, hij stapte vroegtijdig af.
Hij behaalde geen enkele professionele overwinning.
Wielerploegen van Jin Long
Abe ·
Doi ·
Fang ·
Goesinnen ·
Hirose ·
van Hummel ·
Jin ·
Kano ·
Langeveld ·
Martens ·
Meschenmoser ·
Nodera ·
Ouchi ·
Reinerink ·
Rooijakkers ·
Shinagawa ·
Tjallingii ·
Tsuji ·
Vierhouten · 
Wallaard ·
Weissinger · 
Yamamoto · 

Deroo (stagiair) 
Abe ·
Bacquet ·
den Bakker ·
Deroo ·
Doi ·
Fang ·
Goesinnen ·
Hirose ·
van Hummel ·
Ji · 
Jin ·
Kano ·
Lhotellerie ·
Martens ·
Meschenmoser ·
Müller · 
Nodera ·
Ouchi ·
Rooijakkers ·
Shinagawa ·
Timmer ·
Tjallingii ·
Tsuji ·
Vierhouten · 
Yamamoto · 
Hupond (stagiair) 
Abe ·
Bacquet ·
den Bakker ·
Beppu ·
Curvers ·
Deroo ·
Doi ·
Goesinnen ·
Hatanaka ·
Hirose ·
Houanard ·
van Hummel ·
Hupond ·
Iino ·
Ji · 
Jin ·
Kano ·
Lhotellerie ·
Nodera ·
Rooijakkers ·
Siedler ·
Suzuki ·
Timmer ·
Veelers · 
Wagner ·
Chaigneau (stagiair) · 
De Backer (stagiair) 
Beppu ·
Curvers ·
De Backer ·
Deroo ·
Docker ·
Doi ·
Eltink ·
Feng ·
Geschke ·
Goesinnen ·
Hivert ·
Houanard ·
van Hummel ·
Hupond ·
Ji · 
Jin ·
de Kort ·
Lemoine ·
Rooijakkers ·
Timmer ·
Veelers · 
Wagner ·
Antomarchi (stagiair) · 

de Jonge (stagiair) · 
Vissers (stagiair) 
Chaigneau ·
Cornu ·
Curvers ·
De Backer ·
Deroo ·
Docker ·
Doi ·
Feng ·
Geniez ·
Geschke ·
Goesinnen ·
Houanard ·
Huguet ·
van Hummel ·
Hupond ·
Ji · 
Jin ·
de Kort ·
Rooijakkers ·
Timmer ·
Veelers · 
Vissers · 
Wagner ·
Wilmann ·
Damuseau (stagiair) ·
van Zandbeek (stagiair)